# Andelain
Andelain est une commune française située dans le département de l'Aisne en région Hauts-de-France.

## Géographie

### Hydrographie

#### Réseau hydrographique
La commune est située dans le bassin Seine-Normandie. Elle est drainée par l'Oise, le ruisseau de Deuillet, divers bras de l'Oise et divers bras du Deuillet,,.
L'Oise prend sa source en Belgique, à 309 mètres d'altitude, dans l'ancienne commune de Forges et se jette dans la Seine à 20 mètres d'altitude, au Pointil en rive droite et en aval du centre de Conflans-Sainte-Honorine dans le département des Yvelines. D'une longueur 341 kilomètres, elle est presque entièrement navigable et bordée de canaux sur 104 kilomètres.

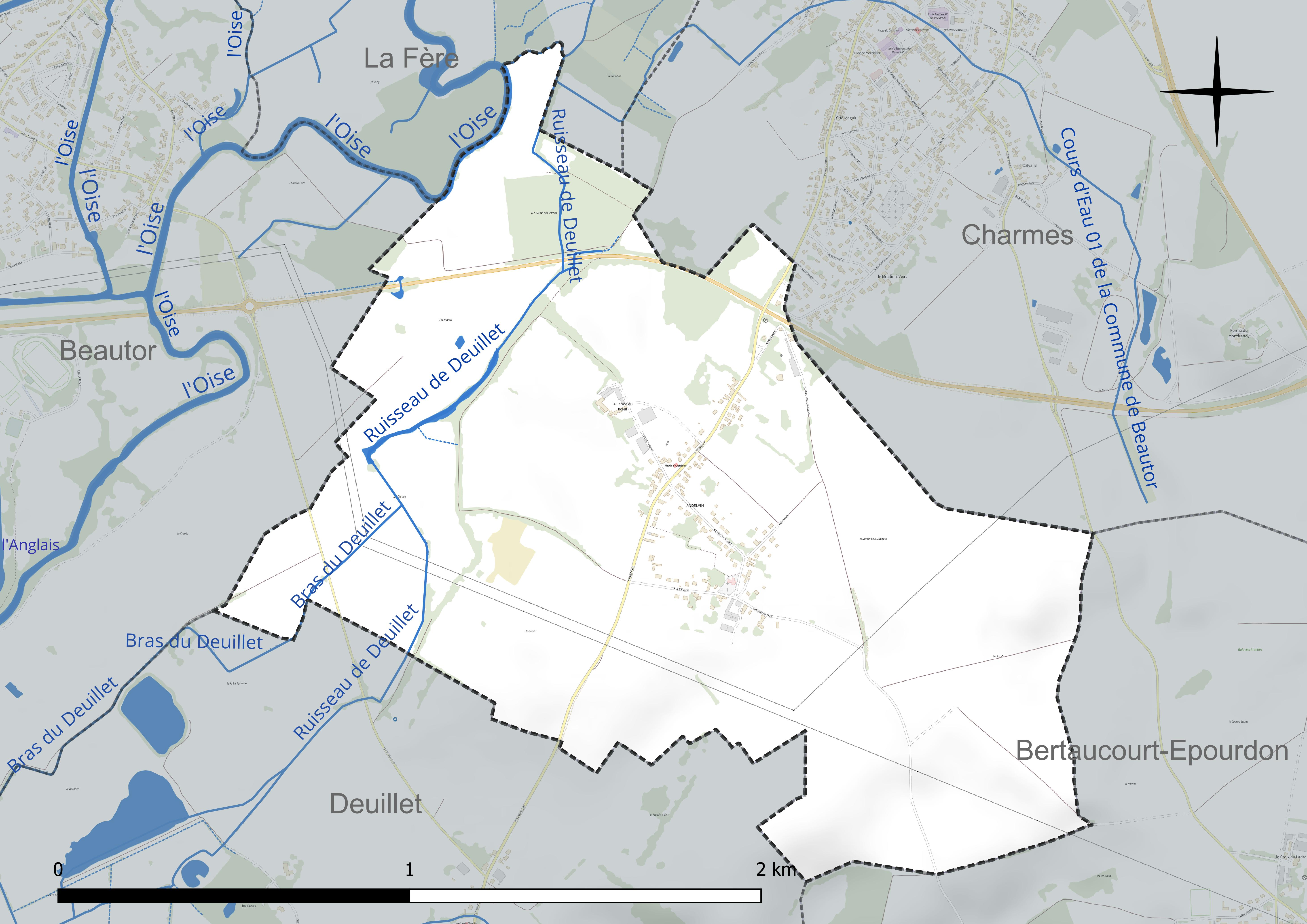
Réseau hydrographique d'Andelain.

#### Gestion et qualité des eaux
Le territoire communal est couvert par le schéma d'aménagement et de gestion des eaux (SAGE) « Oise moyenne ». Ce document de planification concerne un territoire de 1 013 km2 de superficie, délimité par le bassin versant de l'Oise moyenne. Le périmètre a été arrêté le 24 avril 2017 et le SAGE est, en 2024, encore en élaboration. La structure porteuse de l'élaboration et de la mise en œuvre est le syndicat mixte du SAGE Oise-Moyenne (SMOM).
La qualité des cours d'eau peut être consultée sur un site spécial géré par les agences de l'eau et l'Agence française pour la biodiversité.

### Climat
Pour des articles plus généraux, voir Climat des Hauts-de-France et Climat de l'Aisne.
En 2010, le climat de la commune est de type climat océanique dégradé des plaines du Centre et du Nord, selon une étude du CNRS s'appuyant sur une série de données couvrant la période 1971-2000. En 2020, Météo-France publie une typologie des climats de la France métropolitaine dans laquelle la commune est exposée à un climat océanique altéré et est dans la région climatique Nord-est du bassin Parisien, caractérisée par un ensoleillement médiocre, une pluviométrie moyenne régulièrement répartie au cours de l'année et un hiver froid (3 °C).
Pour la période 1971-2000, la température annuelle moyenne est de 10,4 °C, avec  une amplitude thermique annuelle de 14,9 °C. Le cumul annuel moyen de précipitations est de 711 mm, avec 11,8 jours de précipitations en janvier et 8,7 jours en juillet. Pour la période 1991-2020 la température moyenne annuelle observée sur la station météorologique la plus proche, située sur la commune de Chauny à 11 km à vol d'oiseau, est de 11,1 °C et le cumul annuel moyen de précipitations est de 709,9 mm,. Pour l'avenir, les paramètres climatiques de la commune estimés pour 2050 selon différents scénarios d'émission de gaz à effet de serre sont consultables sur un site spécial publié par Météo-France en novembre 2022.

## Urbanisme

### Typologie
Au 1er janvier 2024, Andelain est catégorisée commune rurale à habitat dispersé, selon la nouvelle grille communale de densité à 7 niveaux définie par l'Insee en 2022.
Elle appartient à l'unité urbaine de Tergnier, une agglomération intra-départementale dont elle est une commune de la banlieue,. Par ailleurs la commune fait partie de l'aire d'attraction de Tergnier, dont elle est une commune de la couronne,. Cette aire, qui regroupe 14 communes, est catégorisée dans les aires de moins de 50 000 habitants,.

### Occupation des sols
L'occupation des sols de la commune, telle qu'elle ressort de la base de données européenne d'occupation biophysique des sols Corine Land Cover (CLC), est marquée par l'importance des territoires agricoles (90 % en 2018), une proportion identique à celle de 1990 (90 %). La répartition détaillée en 2018 est la suivante : 
terres arables (45,6 %), prairies (44,3 %), zones urbanisées (10 %), zones agricoles hétérogènes (0,1 %).
L'évolution de l'occupation des sols de la commune et de ses infrastructures peut être observée sur les différentes représentations cartographiques du territoire : la carte de Cassini (XVIIIe siècle), la carte d'état-major (1820-1866) et les cartes ou photos aériennes de l'IGN pour la période actuelle (1950 à aujourd'hui).

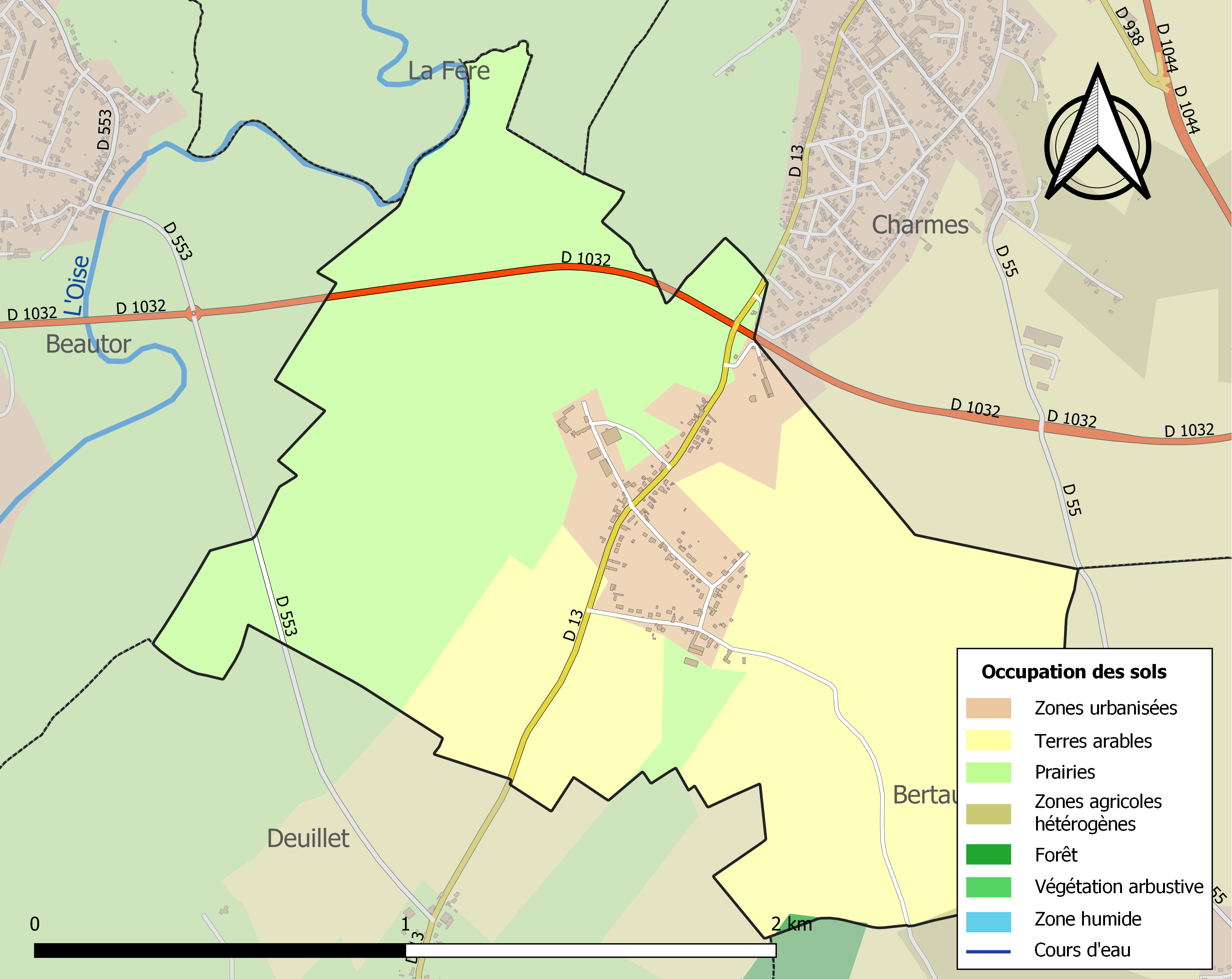
Carte des infrastructures et de l'occupation des sols de la commune en 2018 (CLC).

### Communes limitrophes
|         | La Fère  | Charmes              |
| Beautor | Andelain | Bertaucourt-Epourdon |
|         | Deuillet |                      |

## Toponymie
Le nom de la localité est attesté sous les formes Andenannius en 988, Altare de Andelen  en 1125,  puis Andelein  en 1214.
Il semblerait que ce toponyme dérive de l'anthroponyme germanique Andela, anthroponyme attesté dans le polyptyque de Reims et confirmé par l'inscription de l'année 988[réf. nécessaire].
Ce  toponyme viendrait d'un nom d'homme auquel est ajouté le suffixe -ing, selon Albert Dauzat, (noms de lieux en France)[réf. nécessaire].

## Politique et administration

La communauté d'agglomération Chauny-Tergnier-La Fère dans le département de l'Aisne.

### Rattachements administratifs et électoraux
La commune se trouve dans l'arrondissement de Laon du département de l'Aisne. Pour l'élection des députés, elle fait partie de la première circonscription de l'Aisne.
Elle faisait partie depuis 1801 du canton de La Fère. Dans le cadre du redécoupage cantonal de 2014 en France, elle fait désormais partie du canton de Tergnier.

### Intercommunalité
La commune faisait partie de la communauté de communes des Villes d'Oyse, créée fin 1991.
Dans le cadre des dispositions de la loi portant nouvelle organisation territoriale de la République (Loi NOTRe) du 7 août 2015, qui prévoit que les établissements publics de coopération intercommunale (EPCI) à fiscalité propre doivent avoir un minimum de 15 000 habitants, la communauté de communes des Villes d'Oyse et la communauté de communes Chauny-Tergnier ont fusionné pour former la communauté d'agglomération Chauny-Tergnier-La Fère, crée le 1er janvier 2017, avec intégration de trois communes issues de la communauté de communes du Val de l'Ailette.
La commune est désormais membre de cette communauté d'agglomération.

### Liste des maires
| Période                                  | Période   | Identité                | Étiquette | Qualité                                                                  |
| ---------------------------------------- | --------- | ----------------------- | --------- | ------------------------------------------------------------------------ |
| Les données manquantes sont à compléter. |           |                         |           |                                                                          |
| avant 1988                               | ?         | Yvon Lhost              | PS        |                                                                          |
| mars 2001                                | 2004      | André Moircy            |           | Mort en fonction                                                         |
| septembre 2004                           | mars 2014 | Bernard Moufle          |           | Cadre de La Poste à La Fère Mort en fonction                             |
| 2014                                     | mai 2017  | François Uran           | SE        | Professeur du secondaire et de l'enseignement technique Mort en fonction |
| septembre 2017                           | mai 2020  | André Bottin            |           | Retraité                                                                 |
| mai 2020                                 | En cours  | Julie Wendling Marlière |           |                                                                          |

## Démographie
L'évolution du nombre d'habitants est connue à travers les recensements de la population effectués dans la commune depuis 1793. Pour les communes de moins de 10 000 habitants, une enquête de recensement portant sur toute la population est réalisée tous les cinq ans, les populations de référence des années intermédiaires étant quant à elles estimées par interpolation ou extrapolation. Pour la commune, le premier recensement exhaustif entrant dans le cadre du nouveau dispositif a été réalisé en 2004.

En 2022, la commune comptait 211 habitants, en évolution de −9,83 % par rapport à 2016 (Aisne : −1,97 %, France hors Mayotte : +2,11 %).
| 1793 | 1800 | 1806 | 1821 | 1831 | 1836 | 1841 | 1846 | 1851 |
| ---- | ---- | ---- | ---- | ---- | ---- | ---- | ---- | ---- |
| 172  | 201  | 200  | 186  | 184  | 191  | 187  | 196  | 198  |

| 1856 | 1861 | 1866 | 1872 | 1876 | 1881 | 1886 | 1891 | 1896 |
| ---- | ---- | ---- | ---- | ---- | ---- | ---- | ---- | ---- |
| 178  | 172  | 173  | 148  | 150  | 149  | 157  | 149  | 155  |

| 1901 | 1906 | 1911 | 1921 | 1926 | 1931 | 1936 | 1946 | 1954 |
| ---- | ---- | ---- | ---- | ---- | ---- | ---- | ---- | ---- |
| 152  | 159  | 147  | 97   | 164  | 177  | 197  | 194  | 210  |

| 1962 | 1968 | 1975 | 1982 | 1990 | 1999 | 2004 | 2006 | 2009 |
| ---- | ---- | ---- | ---- | ---- | ---- | ---- | ---- | ---- |
| 167  | 168  | 157  | 160  | 163  | 159  | 170  | 172  | 183  |

| 2014 | 2019 | 2022 | - | - | - | - | - | - |
| ---- | ---- | ---- | - | - | - | - | - | - |
| 218  | 216  | 211  | - | - | - | - | - | - |

## Culture locale et patrimoine

### Lieux et monuments
- L'église Saint-Denis, construite entre le XVe et le XVIe siècle et qui a subi d'importants dommages lors de la Première Guerre mondiale, est classée monument historique depuis le 12 août 1921. Elle contient  des fonts baptismaux de style roman et des statues anciennes[30].
- Le calvaire sculpté d'Andelain.
- Monument aux morts.
- Domaine du château  Maguin[31] avec pigeonnier.

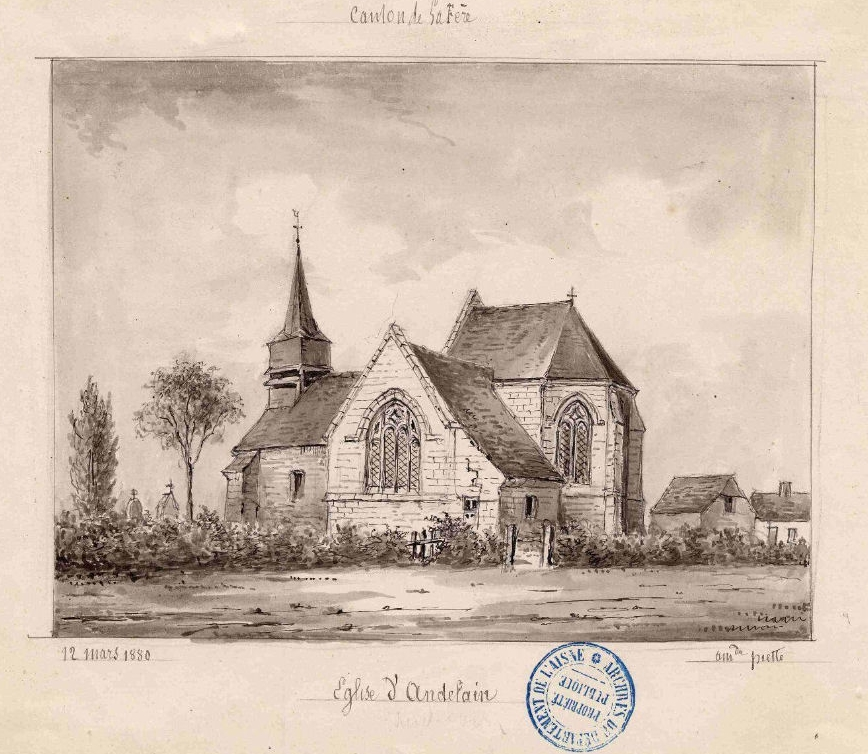
Dessin de l'église en 1880 par Amédée Piette (1808-1883).
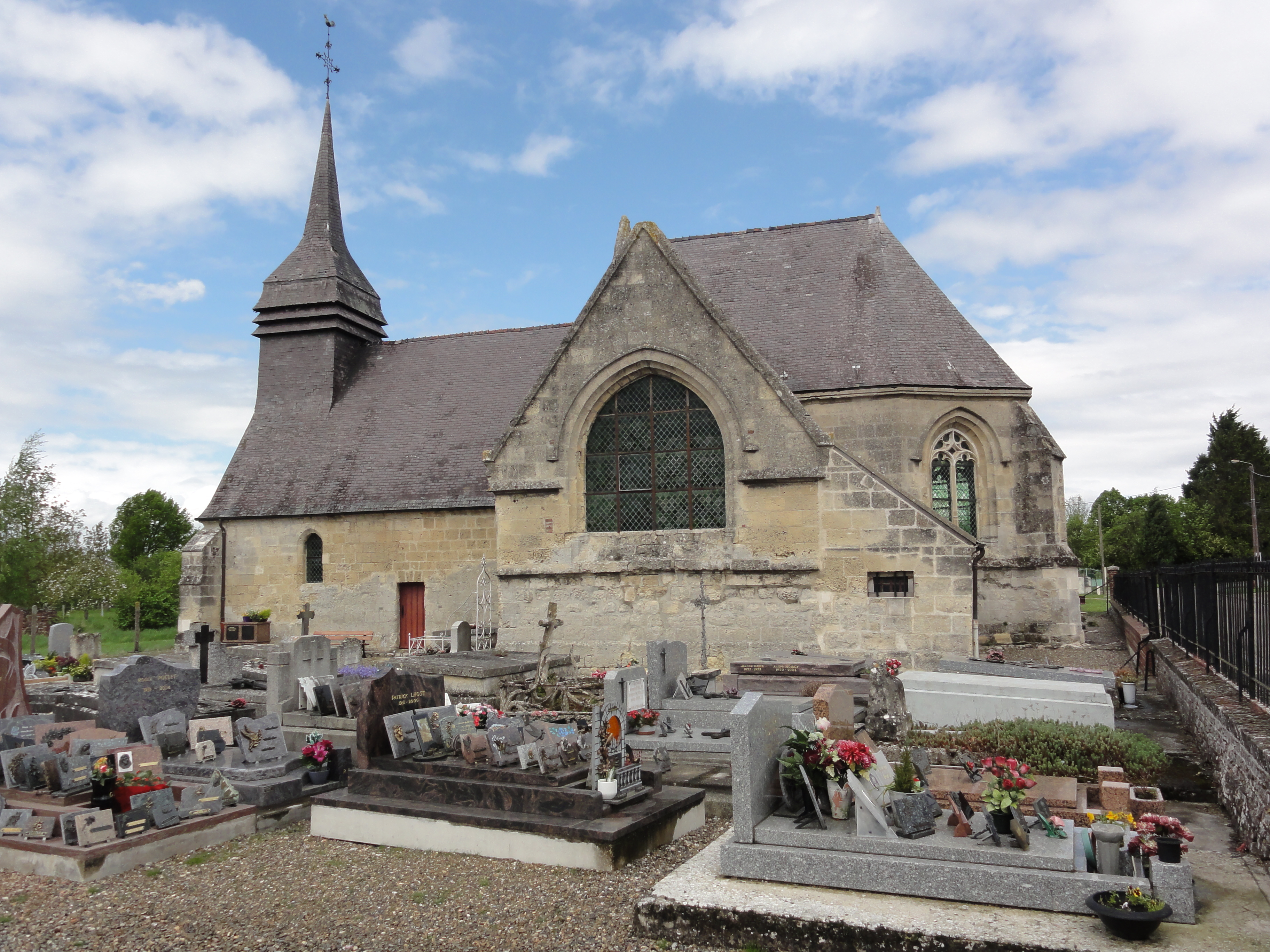
L'église Saint-Denis.
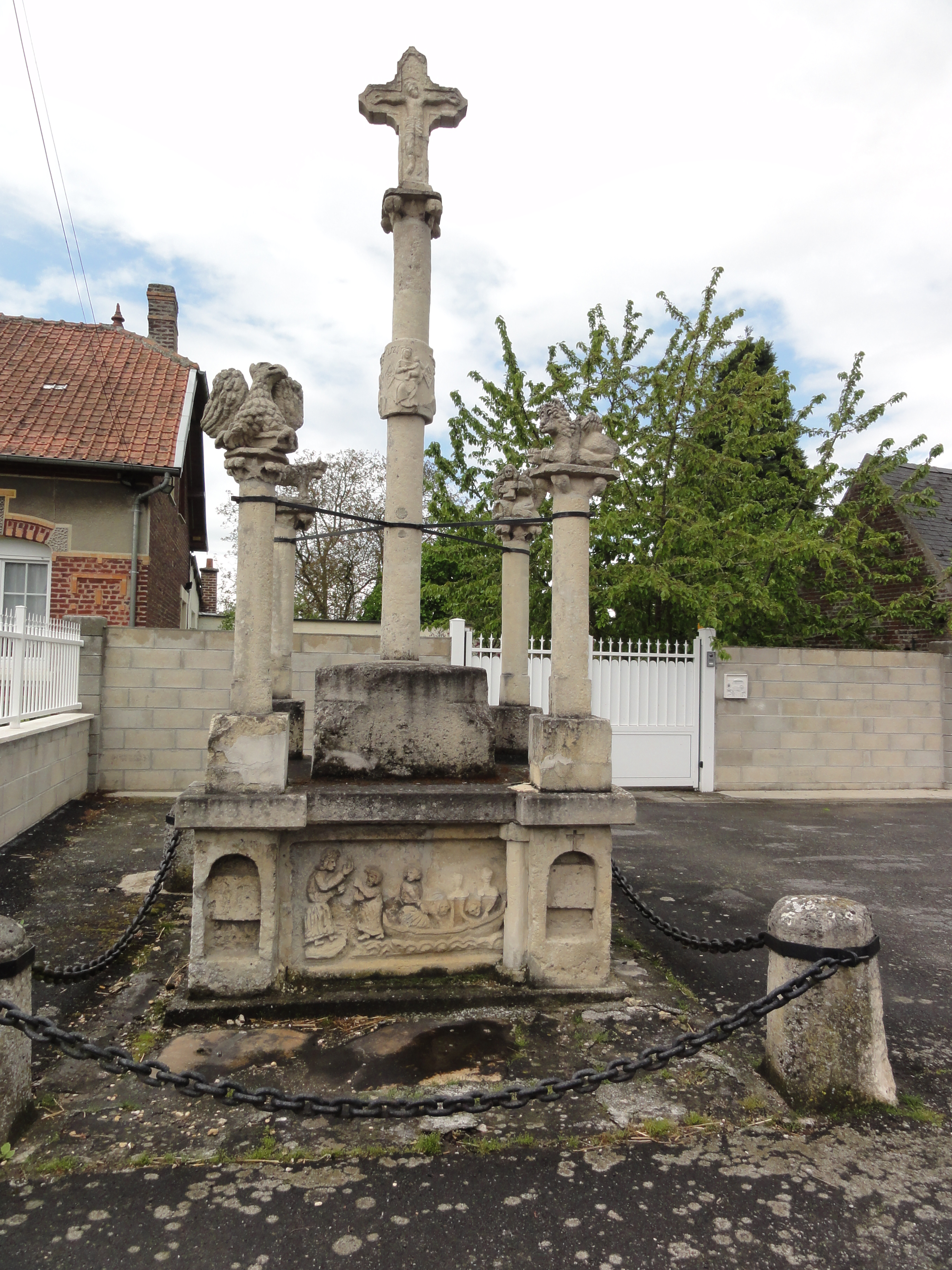
Le calvaire sculpté.
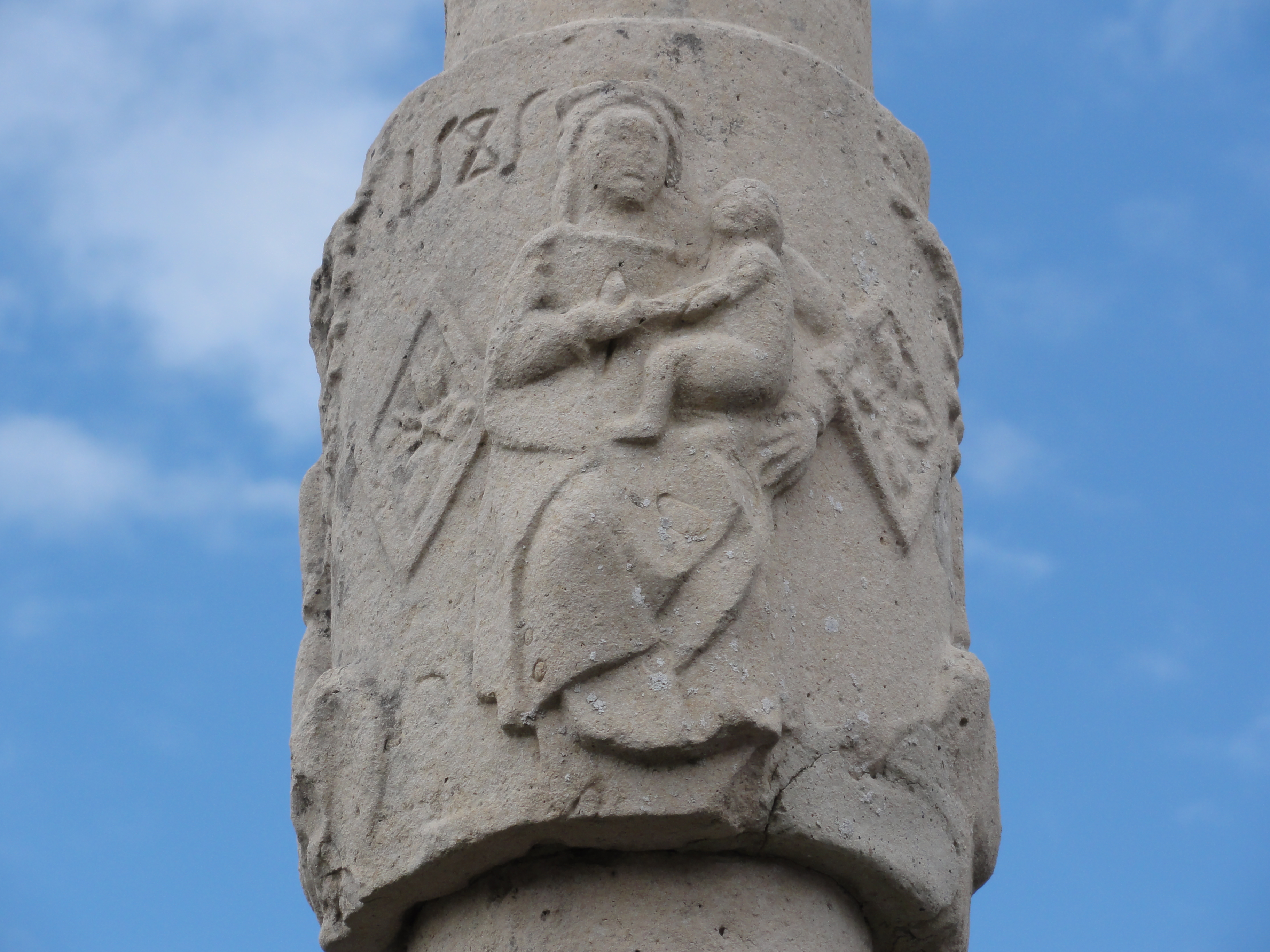
Relief, détail du calvaire.
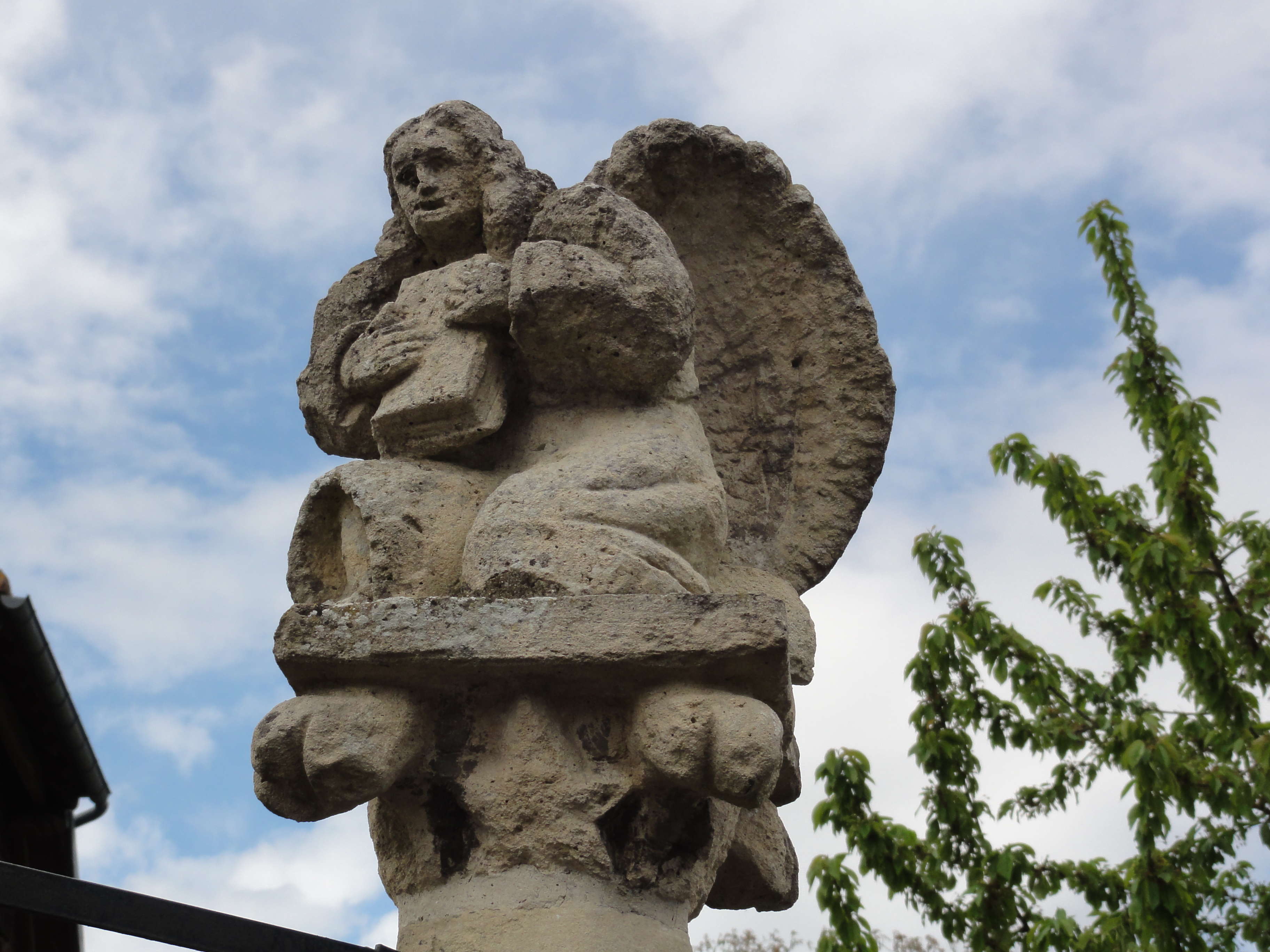
Sculpture, détail du calvaire.
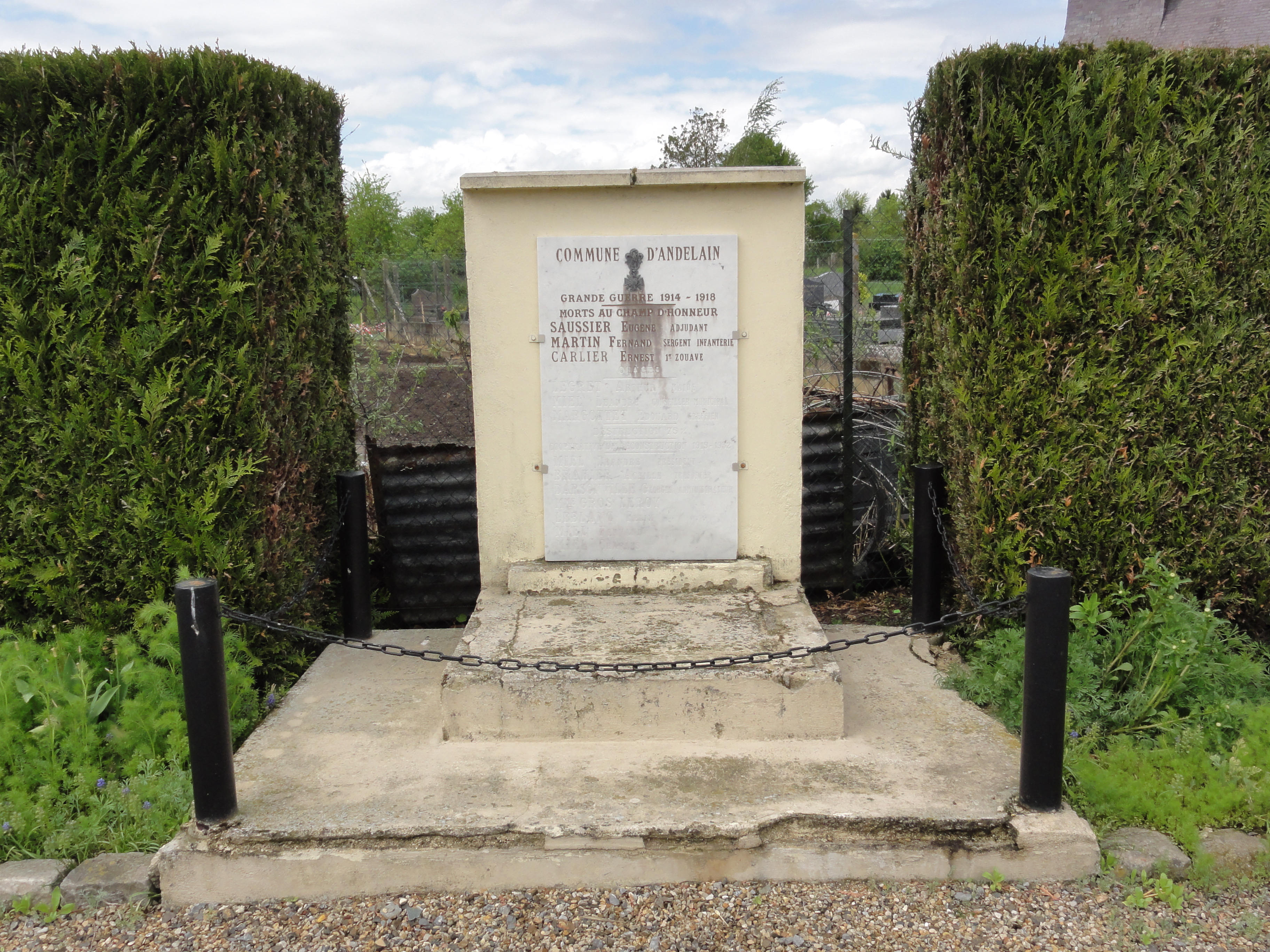
Monument aux morts.
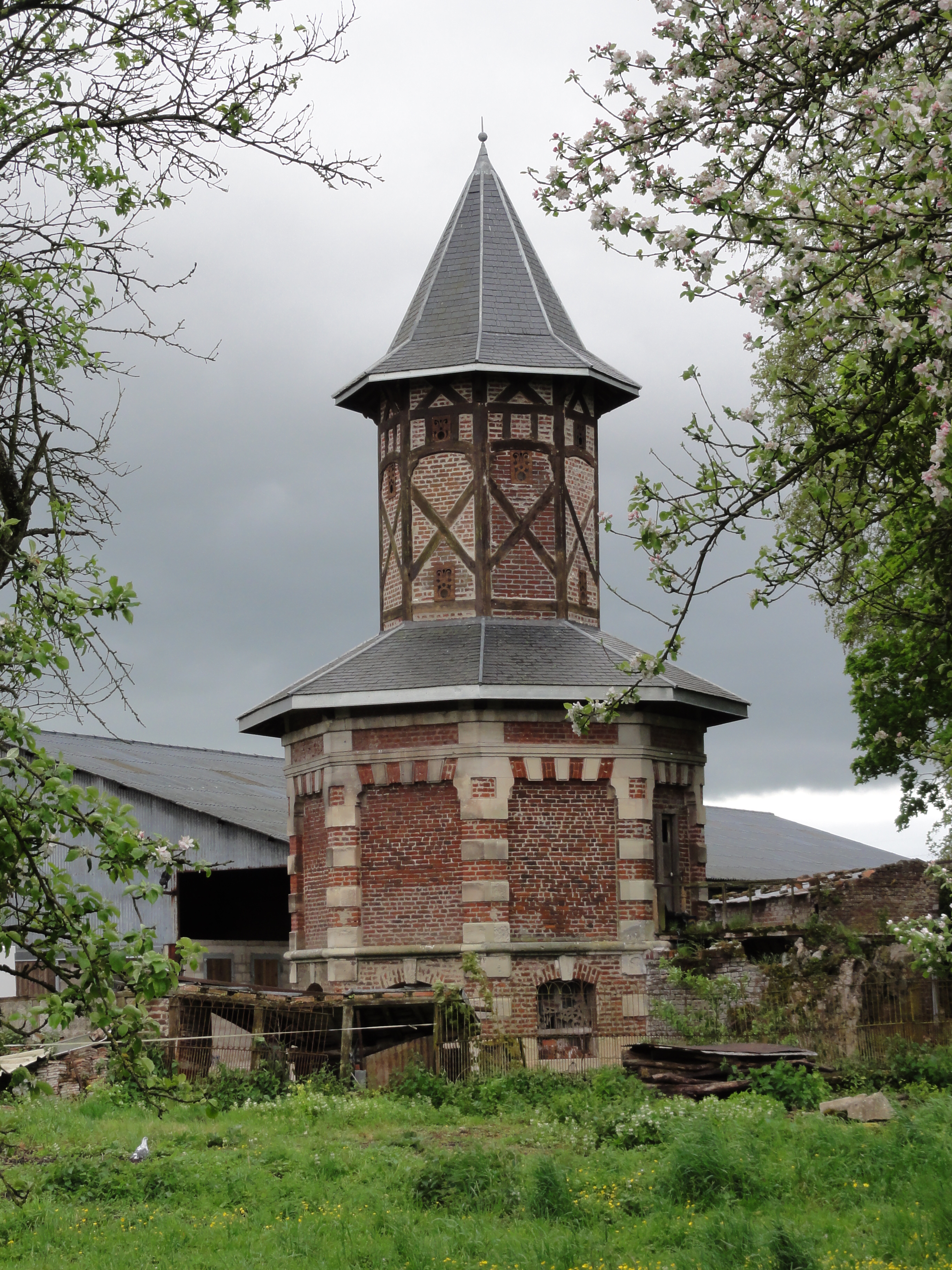
Pigeonnier.

## Pour approfondir